# احمس یکم

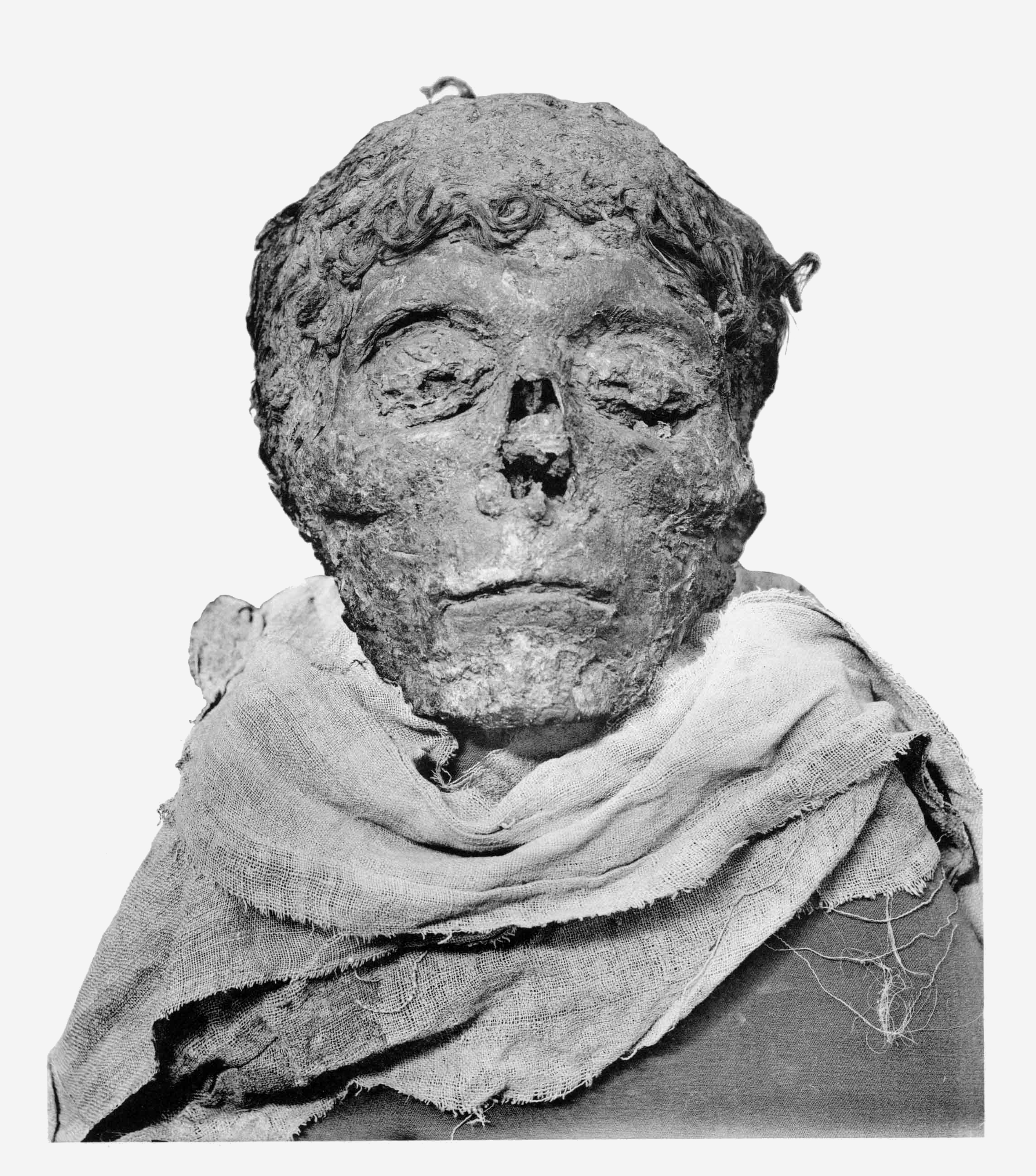
مومیایی سر اهمسه یکم

اَحمُس یکم فرعون مصر باستان و بنیان‌گذار دودمان هجدهم در این کشور بود. وی از دودمان پادشاهی شهر تب بود. پدرش تائو دوم و برادرش کاموسه واپسین فرمانروای دودمان هفدهم بود. احموس میان سال‌های ۱۵۵۰ تا ۱۵۲۵ پیش از میلاد مسیح فرمانروایی می‌کرد.
از روزگار پدربزرگ احمس تِبس با شورش هیکسوس که بر مصر سفلی چیره بودند، روبه‌رو بود. او هفت ساله بود که پدرش کشته شد و ده سال داشت که برادرش درگذشت و پس از مرگ برادر به پادشاهی رسید. وی پس از بر تخت نشستن خود را نِپ‌پِهتی‌ره (به انگلیسی: Neb-pehty-re) - به معنای «خداوند زور رع است» - نام نهاد.
او توانست هیکسوس را براند و شکست دهد و آن گاه به نوبه و کنعان پرداخت. او آنگاه به سامان دادن به کارهای کشوری پرداخت. وی شکار، بهره‌برداری از معدن و راه‌ها را دوباره باز نمود. او پروژه‌های ساختمانی بزرگی را به راه انداخت که تا پیش از آن در پادشاهی میانه پیشینه‌ای نداشت. پروژه‌های او با ساخت واپسین هرمی که فرمانروایان بومی مصر ساختند به اوج خود رسید. احمس پایه‌گذار پادشاهی نو در مصر باستان بود.
| S29 | F31 | N12 |

| S29 | F31 | N12 |